# Ludwik Wawrynkiewicz

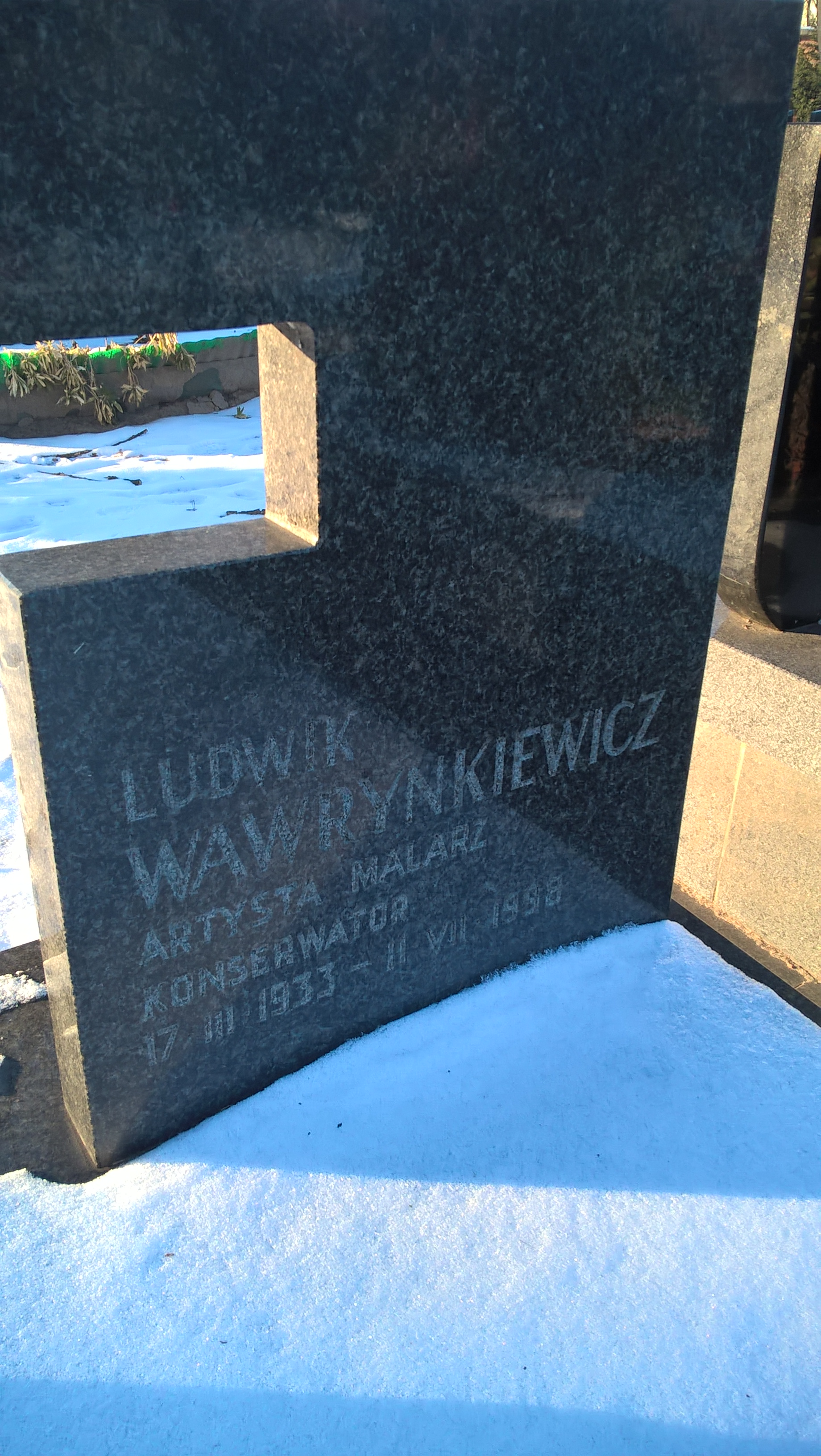
Grób Ludwika Wawrynkiewicza na cmentarzu Bródnowskim w Warszawie

Ludwik Wawrynkiewicz (ur. 17 marca 1933 w Łapiguzie, zm. 11 sierpnia 1998 w Warszawie) – polski malarz, konserwator dzieł sztuki.

## Życiorys

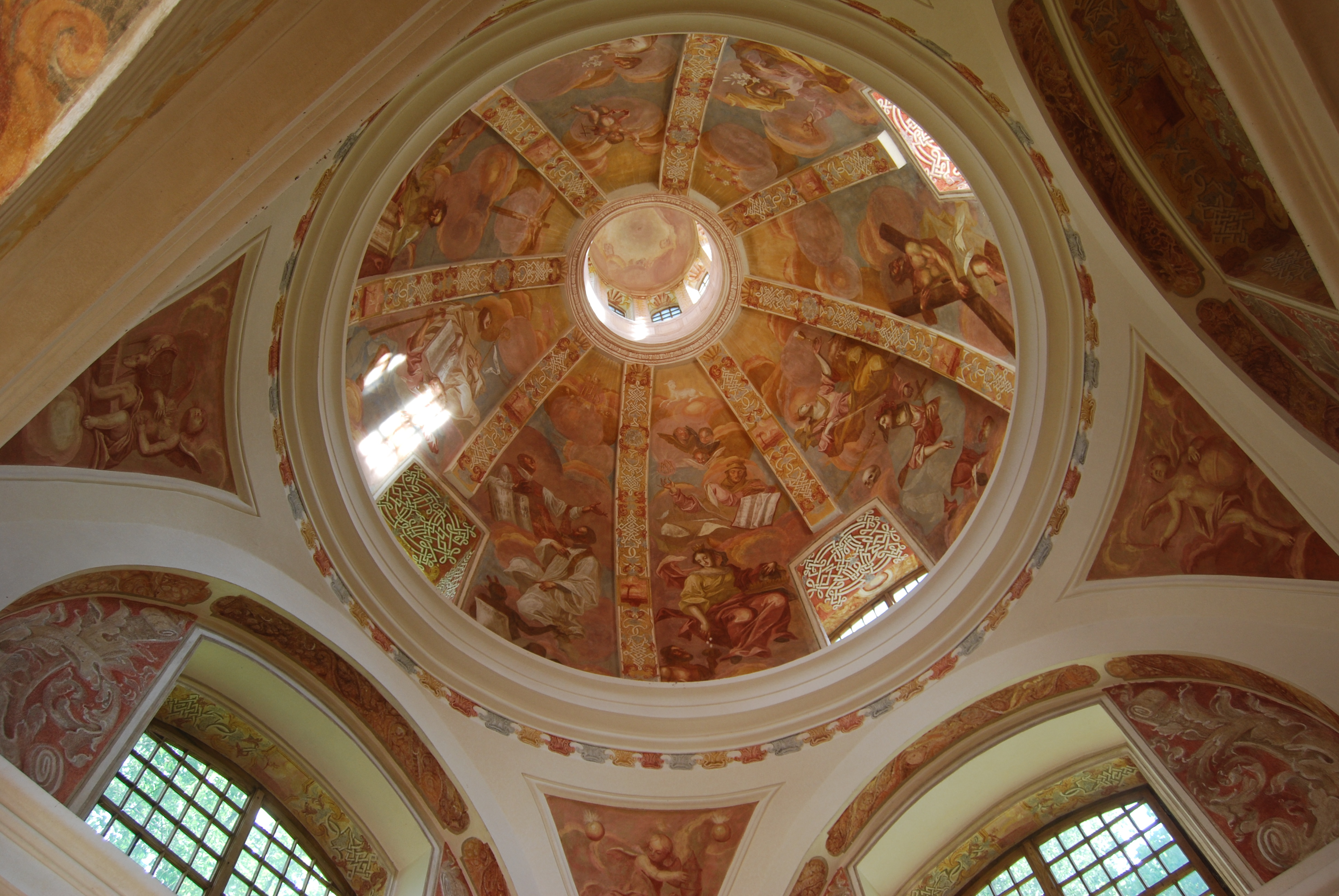
Krużganki pielgrzymkowe z kaplicami w Świętej Lipce

W 1954 ukończył Państwowe Liceum Sztuk Plastycznych w Zamościu, a następnie wyjechał do Warszawy, gdzie studiował malarstwo na Akademii Sztuk Pięknych u prof. Aleksandra Kobzdeja. W 1960 obronił dyplom i rozpoczął studia w dziedzinie konserwacji dzieł sztuki u prof. Bohdana Marconiego, ukończył je w 1966. Przeprowadził konserwację Sali Balowej w Pałacu na Wyspie, w warszawskich Łazienkach Królewskich. W latach 1970–1975 przeprowadził konserwację polichromii kaplic krużgankowych w Świętej Lipce
Ludwik Wawrynkiewicz tworzył przede wszystkim obrazy przedstawiające pejzaże i kwiaty, w 1972 stworzył kopię "Portretu Chopina" autorstwa Eugène Delacroixa, który znajduje się w Muzeum Chopina w Warszawie. Po 1990 skupił się wyłącznie na malarstwie. 
Pochowany na cmentarzu Bródnowskim w Warszawie (kw. 114U-5-34).